# Agencourt
|  | No s'ha de confondre amb Agincourt o Azincourt. |

Agencourt és un municipi francès, situat al departament de la Costa d'Or i a la regió de Borgonya - Franc Comtat.